# 拉班達德西爾卡約區
6°29′46″S 76°21′47″W / 6.4962°S 76.3631°W
拉班達德西爾卡約區（西班牙語：Distrito de La Banda de Shilcayo），是秘魯的一個區，位於該國中北部聖馬丁大區的聖馬丁省，始建於1961年11月28日，面積286.7平方公里，海拔高度350米，2005年人口26,198，人口密度每平方公里91人。